# فرودگاه تشیکپا
فرودگاه تشیکپا  (به انگلیسی: Tshikapa Airport) یک فرودگاه همگانی با کد یاتا TSH است . این فرودگاه در کشور جمهوری دموکراتیک کنگو قرار دارد و در ارتفاع ۴۸۶ متری از سطح دریا واقع شده است.